# Peopleton
Peopleton – wieś w Anglii, w hrabstwie Worcestershire, w dystrykcie Wychavon. Leży 10 km na południowy wschód od miasta Worcester i 153 km na północny zachód od Londynu. Miejscowość liczy 640 mieszkańców.